# Восточная старообрядческая церковь

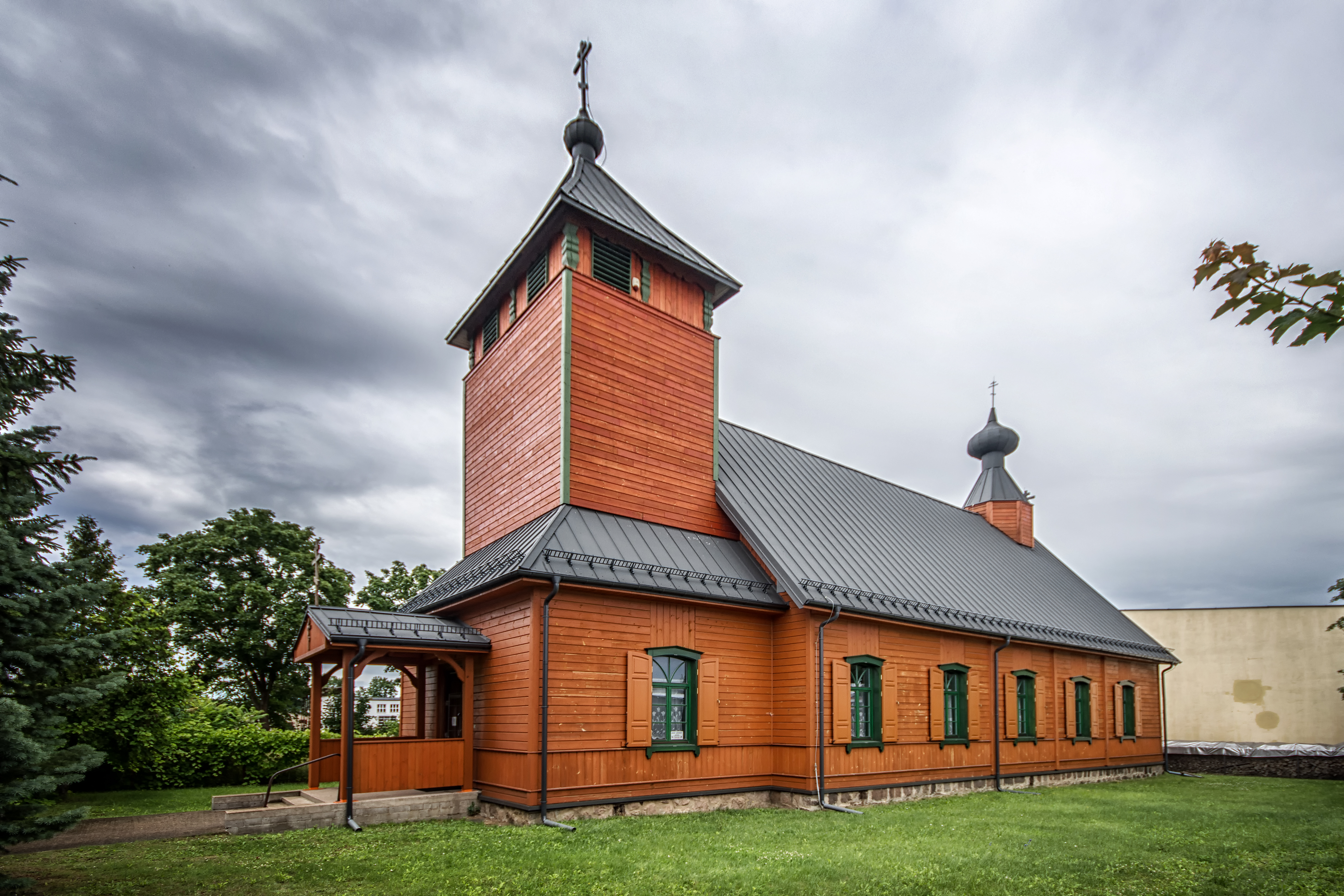
Моленная, Сувалки

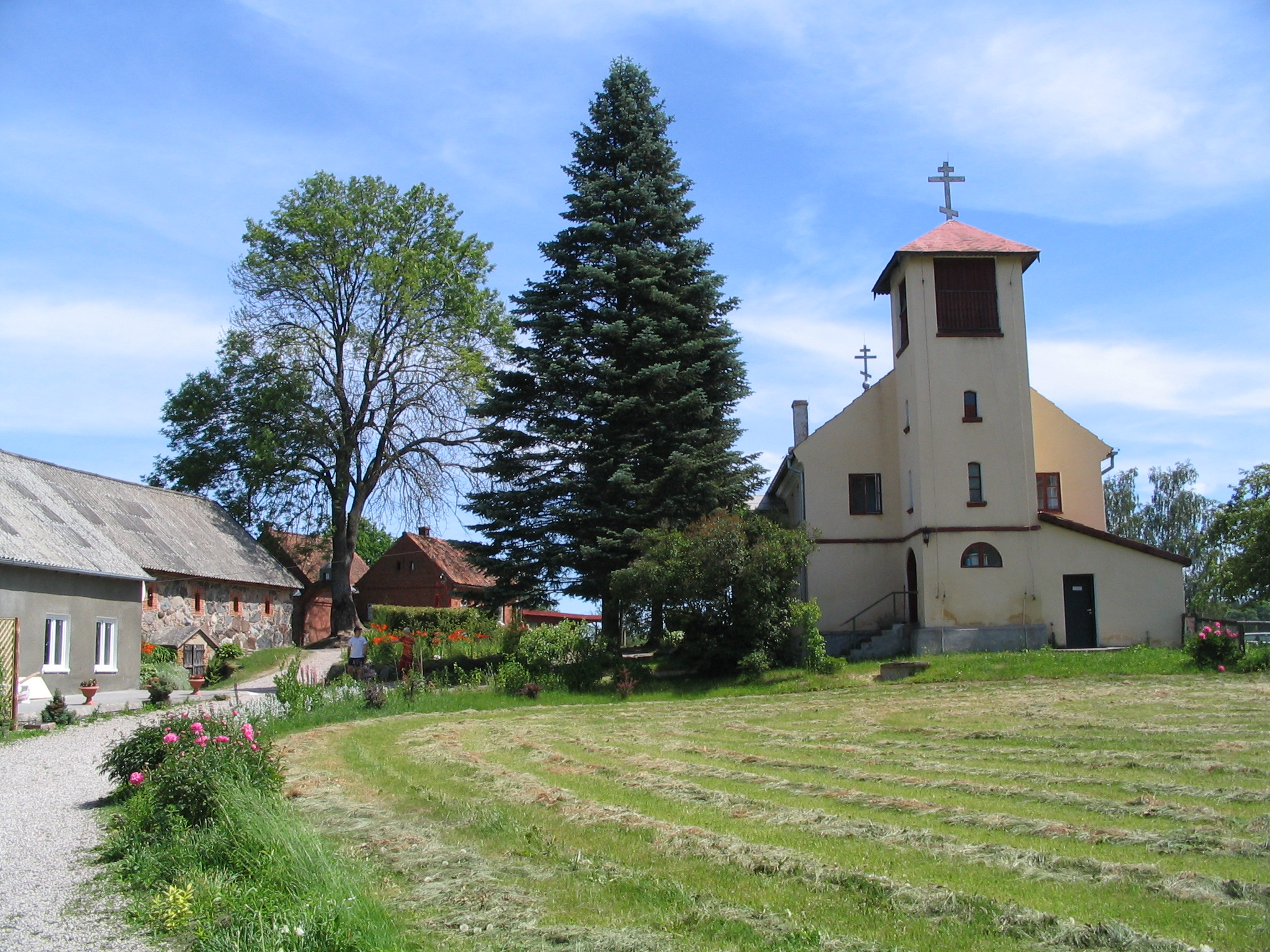
Бывший беспоповский Свято-Троицкий монастырь в селе Войново

Восточная старообрядческая церковь (пол. Wschodni Kościół Staroobrzędowy) — наименование старообрядческой церкви, объединяющей старообрядцев-поморцев на территории Польши. В других странах она чаще именуется Древлеправославная поморская церковь в Польше.

## История
Первые беспоповцы на территории современной Польши появились в начале XIX века. В основном они селились в бывшей Восточной Пруссии в районе города Сувалки и на территории современного Подляского воеводства. Беспоповцы основали в Польше населённые пункты Войново, Буда-Руска, Иваново, Кадзилово, Ладне-Поле, Онуфриево, Осиняк-Петрово, Погорелец, Росохаты-Руг, Штабинки и Версне.
2 декабря 1831 года старообрядческий купец Сидор Борисов, проживавший до переезда в Восточную Пруссию под городом Сувалки, купил земельный участок на берегу реки Крутыня и 1504 моргов леса. Возвратившись в это место со своими товарищами после подавления польского восстания, он приступил к постройке домов. Это поселение он назвал Войново в честь одноимённой деревни в Витебской губернии, где он родился в 1778 году. В 1831 году старообрядцы также купили земельные участки на левом берегу реки Крутыня к северу от Войново, где позднее были основаны старообрядческие деревни Замечек, Галково, Пётрово, Николаево и Иваново. На северо-восток от Войново были основаны деревни Юры, Волчья, Игнатово и Полишево. На север от Войново была основана в 1832 году деревня Ладне-Поле.
В 1832 году некий Фёдор Иванов из Сувалского повята приобрёл 230 акров земли и основал деревню Кадзилово. В этом же году старообрядцы основали деревни Пески, которая находилась на берегу озера Белданы в 15 километрах от деревни Онуфриево. Основателями села Петрово были старообрядцы Онуфрий Яковлев и Савастий Осипов.
В общей сложности беспоповцы основали 11 деревень в окрестностях современного города Мронгово. С 1829 года по 1932 год в эти окрестности переехало 275 беспоповцев из Черниговской, Минской, Псковской, Смоленской, Нижегородской, Житомирской, Тверской и Воронежской губерний. Поселенцы были освобождены от уплаты земельного налога в течение первых шести лет и военной службы до третьего поколения. В 1842 году в повяте проживало 146 беспоповцев.
В 1848 году в Войнове Павел Прусский основал Свято-Троицкий монастырь, который стал духовным центром беспоповцев в Восточной Пруссии и западных губерний Российской империи.

## Структура
В 2011 году Восточная старообрядческая церковь объединяла 1006 верующих, проживающих в своём большинстве в Подляском воеводстве (968 человек) и Варминьско-Мазурском воеводстве (38 человек). Административное управление церкви находится в городе Сувалки. Духовным центром польских беспоповцев является деревня Войново в Варминьско-Мазурском воеводстве.
В настоящее время главой церкви является Вячеслав Новиченко, в церкви действуют 4 прихода с 6 наставниками:
- Моленная в городе Сувалки;
- Моленная в селе Водзилки.
- Моленная в селе Габове-Гронды;
- Моленная в селе Войново.

## Известные представители
- Павел Леднев;
- Борис Арсеньевич Пимонов — депутат польского Сейма;
- Ирина Арсеньевна Ягмина — русская поэтесса.

## Галерея

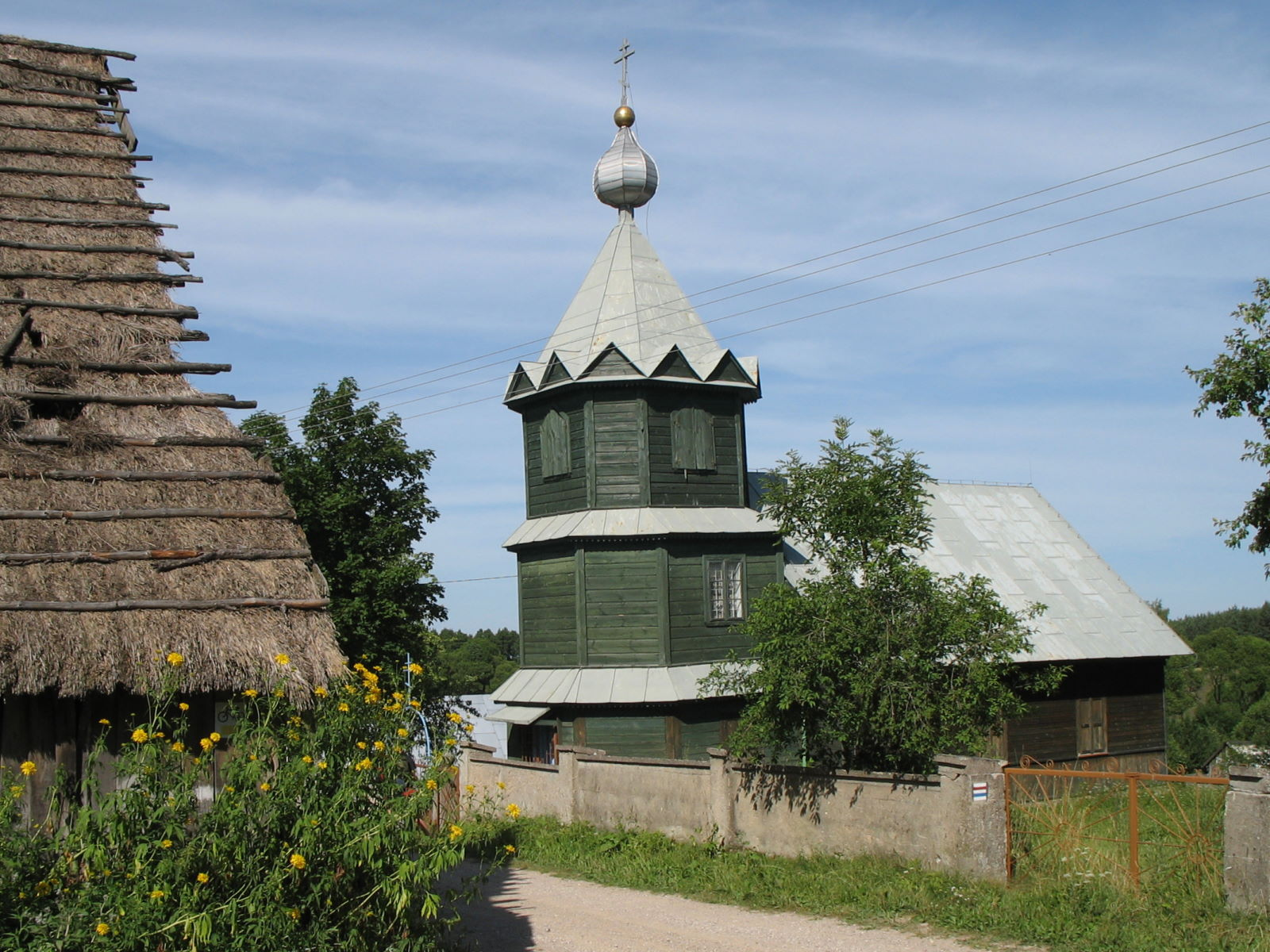
Моленная в селе Водзилки
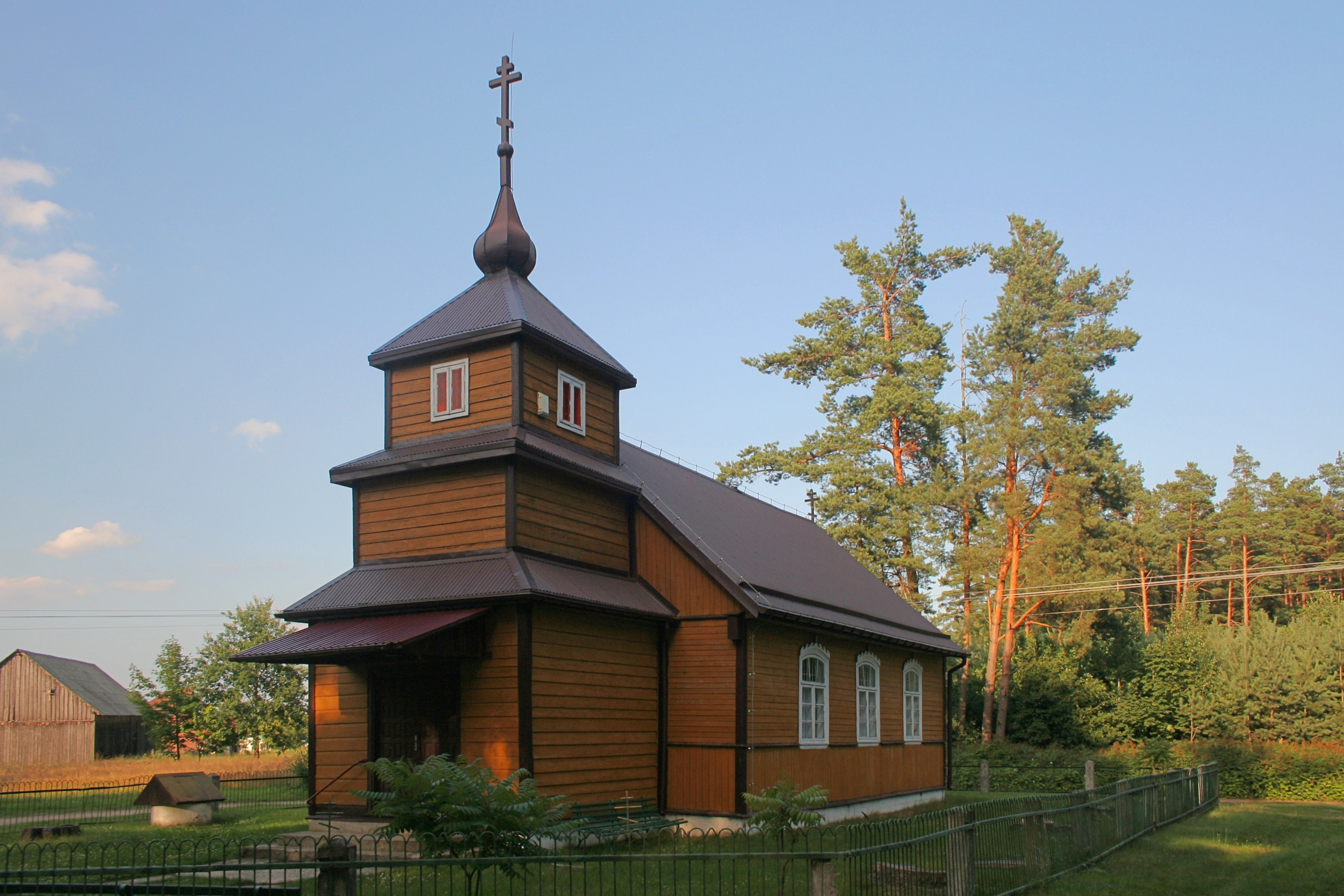
Моленная в селе Габове-Гронды
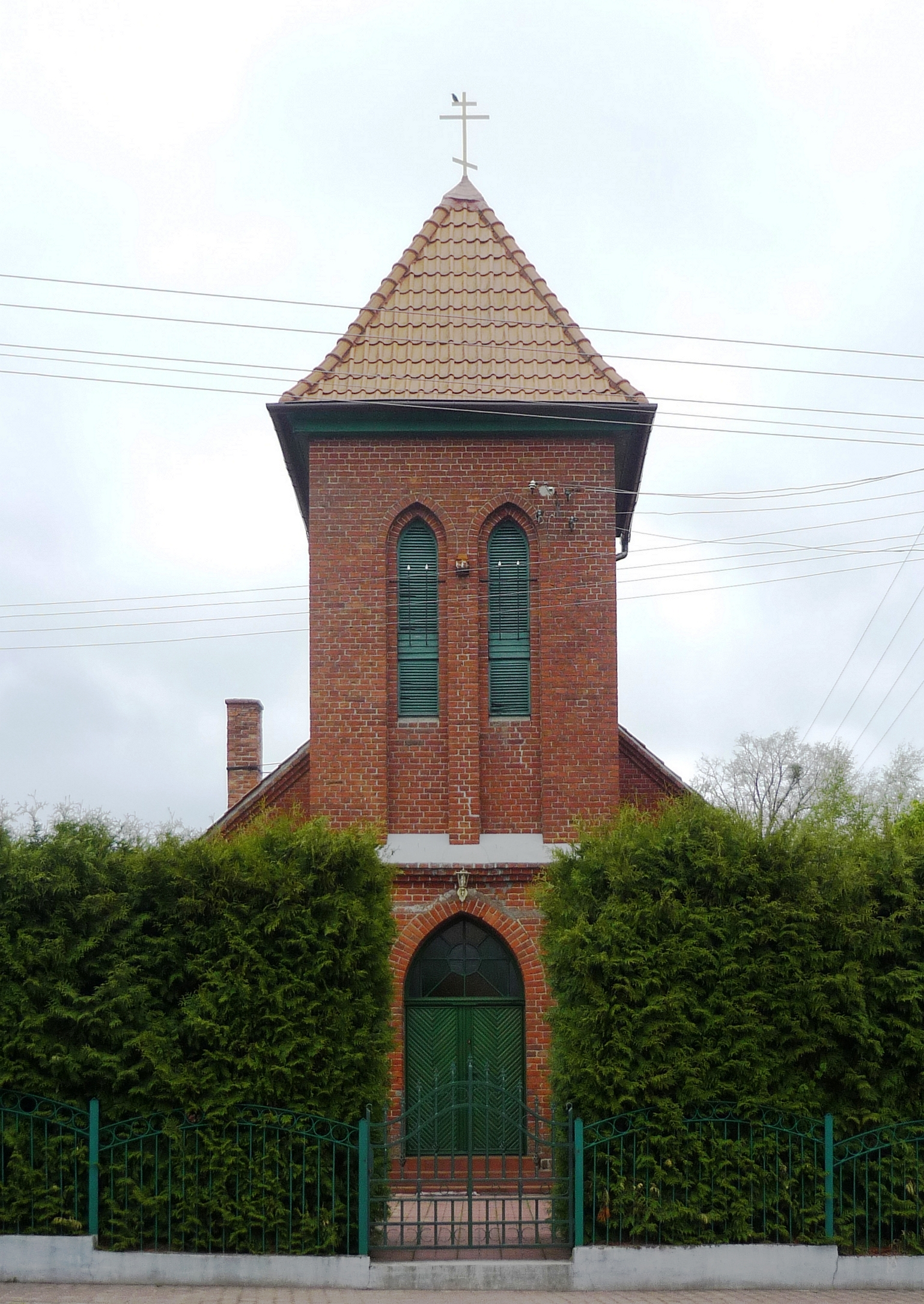
Моленная в селе Войново
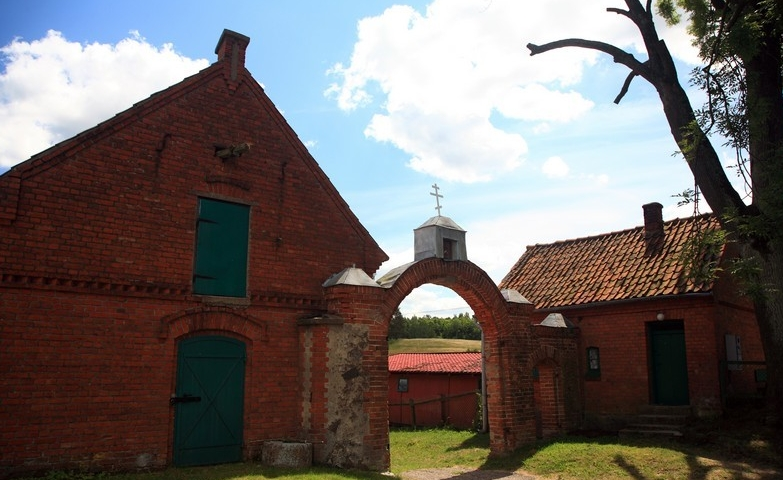
Усадьба беспоповцев в селе Войново